# Il trionfo dell'onore
Il trionfo dell'onore è un'opera comica in tre atti di Alessandro Scarlatti su libretto di Francesco Antonio Tullio (che firmò il testo con lo pseudonimo di Colantuono Feralintisco), vagamente ispirata alla figura di Don Giovanni, già messa in scena nel Seicento da Tirso de Molina e da Molière. Fu rappresentata per la prima volta al Teatro dei Fiorentini di Napoli il 26 novembre 1718.

## Caratteri generali
Fu l'unico capolavoro appartenente al genere comico di Alessandro Scarlatti, e venne rappresentato nella capitale partenopea in un teatro riservato quasi esclusivamente a tale tipo di spettacoli, il Teatro dei Fiorentini. Il compositore siciliano, in contrasto con una tendenza che si stava consolidando da qualche decennio a Napoli, volle che tutti i personaggi facessero uso della lingua italiana e che neppure quelli di più bassa estrazione si esprimessero in dialetto. Tale innovazione trova una giustificazione nel tipo di ambientazione prescelta, priva di connotazioni popolari e anzi inserita in contesti sociali e atmosfere che in qualche modo prefigurano la commedia veneziana di ispirazione borghese che si svilupperà nei decenni successivi. L'opera ebbe uno straordinario successo di pubblico e venne replicata ben diciotto volte. Inspiegabilmente Il trionfo dell'onore scomparve dalle scene fino agli anni trenta del Novecento, venendo rappresentata per la prima volta dopo oltre due secoli a Loughton, in Inghilterra, il 23 luglio 1937. In Italia fu riproposta al pubblico senese solo il 18 settembre 1940, dopo essere stata soggetta a un attento lavoro di revisione da parte di Virgilio Mortari.
Con Il trionfo dell'onore Scarlatti sublima, con la propria genialità, il genere comico, aprendo nuove strade che saranno successivamente percorse da Giovanni Battista Pergolesi e da altri grandi della scuola cosiddetta napoletana. La vena melodica, dalle vaghe connotazioni malinconiche, del compositore, sembra infatti quasi preannunciare quelle che saranno le future direttrici estetiche della commedia in musica della città partenopea. Il complicato gioco di coppie (ce ne sono ben quattro sulla scena) permette a Scarlatti di destreggiarsi in una serie di pezzi di insieme (duetti, quartetti e persino un ottetto) che troveranno la loro massima espressione nel superbo concertato che chiude il secondo atto. Una tecnica compositiva rigorosa, sostenuta da una genuina ispirazione, si unisce in quest'opera a una genialità espressiva e a una padronanza delle risorse e dei mezzi scenici sconosciute fino ad allora.

## Personaggi e interpreti della prima
| Personaggio                | Tipologia vocale      | Interprete della prima |
| -------------------------- | --------------------- | ---------------------- |
| Riccardo Albenori          | soprano (in travesti) | Caterina Testi         |
| Leonora Dorini             | contralto             | Petronilla Micheli     |
| Erminio                    | soprano castrato      | Biagio Stabile         |
| Doralice Rosetti           | soprano               | Costanza Posterla      |
| Flaminio Castravacca       | tenore                | (non riportato)        |
| Cornelia Buffacci          | tenore (in travesti)  | Simone De Falco        |
| Rosina Caruccia            | contralto             | Marianna Monti         |
| Capitan Rodimarte Bombarda | basso                 | Giacomo D'Ambrosio     |

## Trama
La vicenda ha luogo a Pisa e nella sua campagna nel XVII secolo.
Atto I
Dopo aver sedotto e abbandonato Leonora, Riccardo si reca con Rodimarte Bombarda in casa di Flaminio, suo zio, che, pur essendo fidanzato con Cornelia, non disdegna di corteggiare la domestica Rosina. Leonora, giunta a Pisa alla ricerca del proprio seduttore, di cui è innamorata, viene invitata in casa da Cornelia, dove però alloggia anche Doralice, nuova fiamma di Riccardo. Le due giovani scoprono di nutrire entrambe scarsa stima nei confronti del comune amante. Nel contempo, a casa di Flaminio, il Capitano Rodimarte, approfittando di una visita di Leonora al suo promesso sposo (duetto: «Sì mia gioia» «Sì mia vita»), fa una serrata corte a Rosina, vantandosi di aver partecipato a inesistenti imprese guerresche, con un'irresistibile vis comica, messa in evidenza dai bei versi di Tullio («Il mio secondo vanto è la bellezza»).
Atto II
Erminio, fratello di Leonora e perdutamente innamorato di Doralice, sfida Riccardo a duello per vendicare l'onore di sua sorella. L'indimenticabile quartetto che chiude l'atto («Bella» «Taci») si struttura su una linea melodica vagamente languida, priva di ornamentazioni superflue ed è proteso verso l'approfondimento psicologico dei quattro personaggi che vi partecipano. Erminio e Leonora, feriti nei propri sentimenti, si confrontano con Doralice e Riccardo, insensibili all'altrui dolore.
Atto III
Flaminio coglie in flagrante Rosina e il Capitano, ma anch'egli viene sorpreso ad amoreggiare con Rosina dalla propria fidanzata Cornelia. Il duello fra Flaminio e Riccardo, preannunciato nel I atto, termina con il ferimento di Riccardo. Costui, pentendosi della propria natura volubile e incostante e sentendosi ancora legato a Leonora, torna da lei. L'opera si chiude con un concertato («Che sento? O me felice») a cui partecipano tutti i personaggi. Riccardo chiede perdono ad Erminio, suo futuro cognato, e a Leonora, che confessa di amarlo ancora perdutamente; Doralice si riconcilia con Erminio e Flaminio con Cornelia, mentre Rodimarte ha finalmente trovato in Rosina la donna della sua vita. La virtù viene esaltata e tutti applaudono «con lieto grido il trionfo dell'onor».

## Discografia
- Carlo Maria Giulini (direttore); Orchestra Sinfonica e Coro RAI di Milano; Amedeo Berdini, tenore (Riccardo Albenori); Amalia Pini, contralto (Leonora); Mario Borriello, tenore (Erminio); Rossana Zerbini, soprano (Doralice Rossetti); Sante Messina (Flaminio Castravacca); Ornella Rovero, soprano (Cornelia Buffacci); Eugenia Zareska, mezzosoprano (Rosina Caruccia); Afro Poli, basso (Capitano Rodimarte Bombarda) - registrazione effettuata a Milano il 17 settembre 1950, Fonit Cetra (oggi Warner Fonit Cetra) n. 1223 / 2005, Urania (CD), n. 22277